# Monjolos
Monjolos är en kommun i Brasilien.   Den ligger i delstaten Minas Gerais, i den sydöstra delen av landet, 500 km sydost om huvudstaden Brasília. Antalet invånare är 2 360.
I omgivningarna runt Monjolos växer huvudsakligen savannskog. Runt Monjolos är det mycket glesbefolkat, med 2 invånare per kvadratkilometer.